# Добрштак (брдо)
Брдо Добрштак се налази на надморској висини од 927 m  у Црногорском граду Цетиње.

## Етимологија
Топоним Добрштак је словенског порекла, назив вероватно потиче од речи добро, што је био картографски забележен назив плодне долине окружене са Добрштаком и још два брда поред Вртијељка и Цеклинштак. Или етимологија назива потиче од Добрског села што је каснији назив за долину добро.